# Daria Werbowy
Daria Werbowy est un mannequin canado-polonais d'origine ukrainienne, née le 19 novembre 1983 à Cracovie, en Pologne.

## Biographie
Alors qu'elle n'a que 3 ans, ses parents prennent la décision de s'installer au Canada, à Toronto. Daria grandit entourée de sa sœur, Oksana et de son frère, Orest. À l'âge de quatorze ans, Daria remporte un concours de mannequins et signe avec IMG New York.
En 2001, convaincue par son entourage qu'elle possède un brillant avenir dans le milieu de la mode, elle part vivre à Londres, puis en Grèce, où elle court les castings. Le succès n'étant pas au rendez-vous, elle rentre chez ses parents et s'adonne à l'une de ses principales passions : la navigation sur le lac Ontario. À ce moment, Daria Werbowy envisage le mannequinat comme un moyen de financer ses études d'art. En 2003, Werbowy déclare « Je suis retournée à New York pour rencontrer mon agent et le lendemain, j'avais un contrat d'exclusivité avec Prada. »

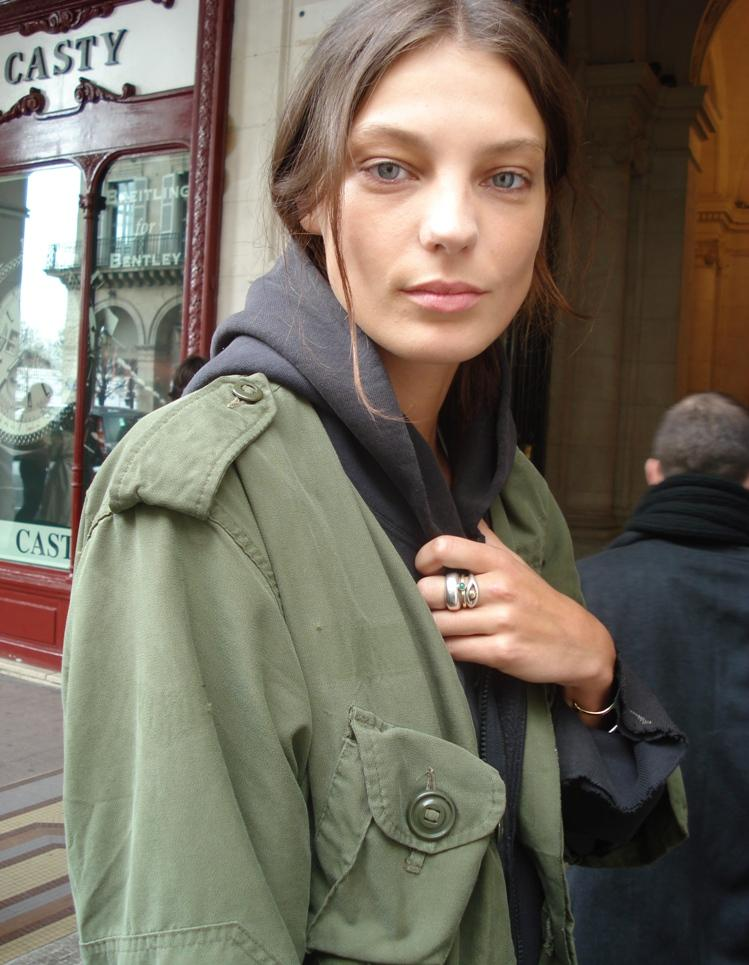
Daria Werbowy en septembre 2008.

En septembre 2004, elle est en couverture du Vogue américain. Photographiée par Steven Meisel, elle pose dans l'éditorial Models of the Moment avec Natalia Vodianova, Gisele Bundchen, Isabeli Fontana, Karolina Kurkova, Liya Kebede, Hana Soukupova, Gemma Ward et Karen Elson.
Sa carrière prend un essor foudroyant. Elle signe des contrats avec  Roberto Cavalli, Zara, Gucci, Chanel, Dior, Longchamp, Isabel Marant, Balmain, H&M, Mogg, Loewe, Dsquared2, Pepe Jeans, Tufi Duek, Jean Paul Gaultier, Stefanel, Missoni, David Yurman, Nina Ricci, Gloria Vanderbilt, The Room, Ninesix NY, Neiman Marcus, Bloomingdales, Louis Vuitton, Belstaff, Hermès, Valentino, Yves Saint-Laurent et est, depuis 2005, la nouvelle égérie de Lancôme.
Elle a aussi participé à la campagne automne/hiver 2006 de Versace (photographiée par Mario Testino) qui réunit cinq des top-models les plus en vogue : Kate Moss, Christy Turlington, Angela Lindval, Carolyn Murphy et elle-même. Depuis le 6 septembre 2008, elle est la seconde mannequin à posséder une étoile sur l'Allée des célébrités canadiennes, Linda Evangelista étant la première.
En 2009, Daria Werbowy est photographiée par Peter Beard avec Lara Stone et Isabeli Fontana pour le calendrier Pirelli. Elle figure également dans l'édition de 2011 photographiée par Karl Lagerfeld. Entre mai 2010 et mai 2011, selon le magazine Forbes, elle est la sixième mannequin la mieux payée au monde avec un salaire annuel de 4,5 millions de dollars.
En 2012, Daria Werbowy est photographié par le célèbre duo, Mert & Marcus pour le numéro de Septembre 2012, en présence de Lara Stone, Kate Moss et elle-même. Des personnalités qu'elle retrouvera 3 ans plus tard pour le numéro de mars 2015 « Opération Séduction » ou l'on retrouve le même duo de photographes, sous l'œil avisé de la rédactrice en chef Emmanuelle Alt .